# José Francisco Reinoso
José Francisco Reinoso Zayas (Encrucijada; 20 de mayo de 1950) es un exfutbolista internacional cubano que jugó de portero.
Una vez finalizada su carrera deportiva, se convirtió en periodista y luego presidente de la Asociación de Fútbol de Cuba de 1988 a 1998, donde su excompañero Luis Hernández Heres lo sucedió en el cargo.

## Trayectoria
Fue jugador del FC Azucareros en 1970, donde tuvo la oportunidad de ganar dos Campeonatos Nacionales (1974 y 1976) antes de mudarse al FC Villa Clara en 1978 donde también ganó el título, esta vez fueron dos veces seguidas, en 1980 y 1981. En el apogeo de su carrera, se retira el 10 de octubre de 1982 con 32 años.

## Selección nacional
Fue un titular indiscutible de la selección cubana en la década de 1970, donde disputó prácticamente todas las competiciones de estos años, incluidos los Juegos Centroamericanos y el Caribe de 1970, el Campeonato de Naciones de la Concacaf de 1971 (5 juegos disputados) y las eliminatorias al Mundial de 1978 y 1982 (9 encuentros en total).
Estuvo presente en el grupo seleccionado de los Juegos Olímpicos de 1976, donde jugó los dos partidos, que fueron contra Polonia (0-0) e Irán (0-1). Clasificó de nuevo a la Olimpiada de 1980, pero vio a su compañero Hugo Madera robarle la titularidad.

### Participaciones en Juegos Olímpicos
| Torneo                   | Sede     | Resultado        |
| ------------------------ | -------- | ---------------- |
| Juegos Olímpicos de 1976 | Montreal | Primera ronda    |
| Juegos Olímpicos de 1980 | Moscú    | Cuartos de final |

## Palmarés

### Títulos nacionales
| Título              | Equipo      | País | Año  |
| ------------------- | ----------- | ---- | ---- |
| Campeonato Nacional | Azucareros  | Cuba | 1974 |
| Campeonato Nacional | Azucareros  | Cuba | 1976 |
| Campeonato Nacional | Villa Clara | Cuba | 1980 |
| Campeonato Nacional | Villa Clara | Cuba | 1981 |